# Championnat de Sierra Leone de football 2009
Navigation
Édition suivante
La saison 2009 du Championnat de Sierra Leone de football est la trente-et-unième édition de la Premier League, le championnat national de première division en Sierra Leone. Les quatorze équipes se rencontrent une seule fois au cours de la saison. À la fin du championnat, les deux derniers du classement sont relégués et remplacés par les deux meilleures formations du championnat de deuxième division.
C'est la formation de East End Lions FC qui est sacrée cette saison, après avoir fini en tête du classement avec dix points d'avance sur Central Parade FC. Il s'agit du neuvième titre de champion de Sierra Leone de l'histoire du club.

## Participants
- Mount Aurel Galaxy FC
- East End Lions FC
- Mighty Blackpool FC
- Kallon Football Club
- Kamboi Eagles FC
- Nepean Stars FC
- Ports Authority FC
- Central Parade FC
- Diamond Stars
- Golden Dragons FC
- Real Republicans FC
- Old Edwardians FC
- Kakua Rangers FC
- Wusum Stars FC

## Compétition
Le classement est établi sur le barème de points suivant : victoire à 3 points, match nul à 1, défaite à 0.
| Rang | Équipe                 | Pts | J  | G  | N | P | Bp | Bc | Diff |
| ---- | ---------------------- | --- | -- | -- | - | - | -- | -- | ---- |
| 1    | East End Lions FC      | 33  | 13 | 10 | 3 | 0 |    |    |      |
| 2    | Central Parade FC      | 23  | 13 | 6  | 5 | 2 |    |    |      |
| 3    | Ports Authority FCT    | 22  | 13 | 6  | 4 | 3 |    |    |      |
| 4    | Mighty Blackpool FC    | 22  | 13 | 5  | 7 | 1 |    |    |      |
| 5    | Kallon Football Club   | 21  | 13 | 5  | 6 | 2 |    |    |      |
| 6    | Diamond Stars          | 19  | 13 | 4  | 7 | 2 |    |    |      |
| 7    | Kamboi Eagles          | 17  | 13 | 4  | 5 | 4 |    |    |      |
| 8    | Golden Dragons FC      | 14  | 13 | 3  | 5 | 5 |    |    |      |
| 9    | Nepean Stars FC        | 13  | 13 | 2  | 7 | 4 |    |    |      |
| 10   | Wusum Stars FC         | 12  | 13 | 2  | 6 | 5 |    |    |      |
| 11   | Old Edwardians FC      | 12  | 13 | 2  | 6 | 5 |    |    |      |
| 12   | Kakua Rangers FC       | 12  | 13 | 2  | 6 | 5 |    |    |      |
| 13   | Mount Aureol Galaxy FC | 8   | 13 | 1  | 5 | 7 |    |    |      |
| 14   | Real Republicans FC    | 7   | 13 | 1  | 4 | 8 |    |    |      |

|  | Qualification pour la Ligue des champions de la CAF 2010 |
|  | Qualification pour la Coupe de la confédération 2010     |
|  | Relégation en deuxième division                          |
|  | T : Tenant du titre P : Promu de deuxième division       |

## Bilan de la saison
| Championnat de Sierra Leone de football 2009 |                              |
| Champion                                     | East End Lions FC (9e titre) |
| Coupes et trophées                           |                              |
| Vainqueur de la Coupe de Sierra Leone 2009   | Non disputée                 |
| Qualifications continentales                 |                              |
| Ligue des champions de la CAF 2010           | East End Lions FC            |
| Coupe de la confédération 2010               | Central Parade FC            |
| Promotions et relégations                    |                              |
| Promus en Première division                  | Gem Stars FC                 |
| Promus en Première division                  | Freetown City FC             |
| Relégués en Deuxième division                | Mount Aureol Galaxy FC       |
| Relégués en Deuxième division                | Real Republicans FC          |